# 華僑

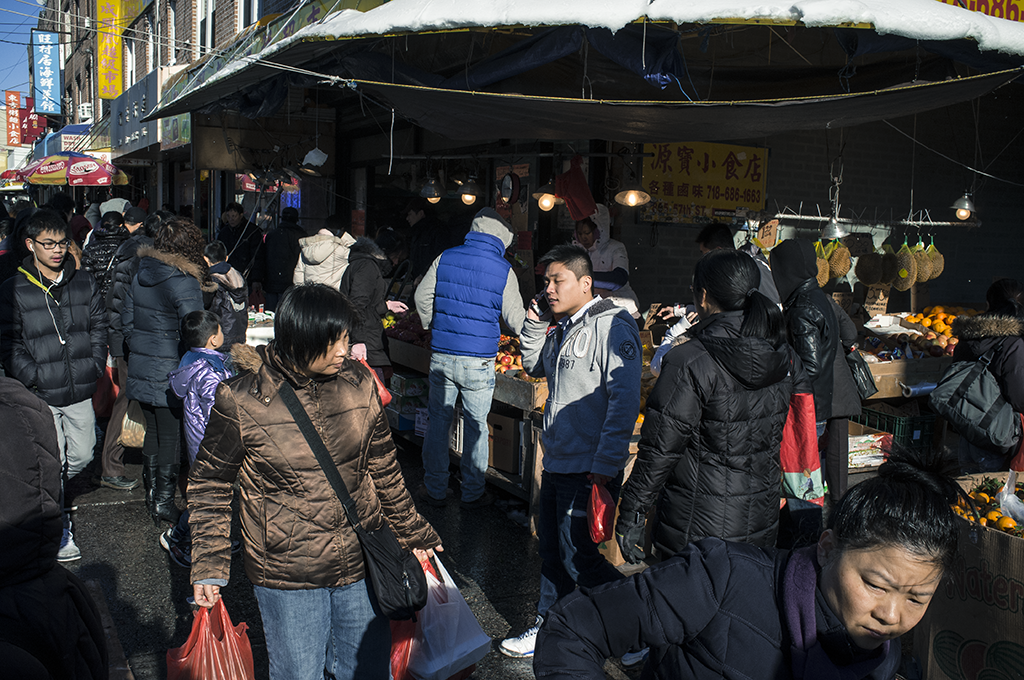
チャイナタウン（ニューヨーク市、ブルックリン区）

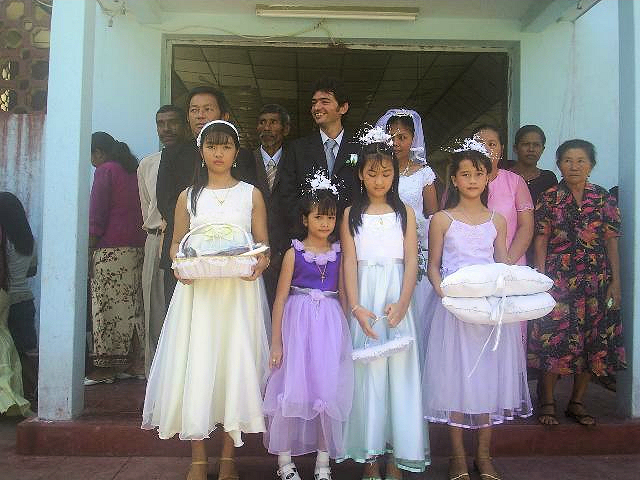
漢民族の一支流である客家の結婚式（東ティモール）

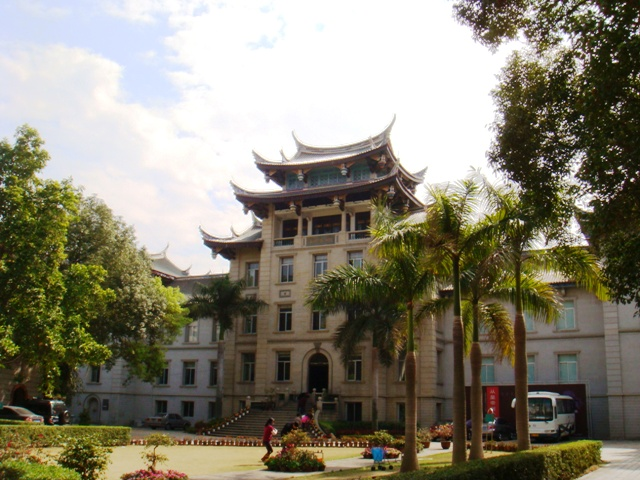
華僑博物館（厦門市）

華僑 (かきょう) とは、かつて中国に生まれて後に外国に移住していた人々やその子孫のこと。「華僑」の元の意味は、本籍地を離れて異国を流浪する華人の意である。

## 定義
中華人民共和国政府による解釈では、「中国大陸・台湾・香港・マカオ以外の国家・地域に移住しながらも、中国の国籍を持つ漢民族」を指す呼称とされている。外国籍取得者の華人に対しても使用されることがある。
日本国内においては基本的に国籍で呼ぶのが一般であるため、華僑・華人という表現はあまり馴染んていない。そのため、中華人民共和国政府から発行したパスポートを持つ人々は中国人、中華民国（台湾）政府から発行したパスポートを持つ人々は台湾人として一般的に認識されている。

## 華僑と華人
華人と混同される場合があるが、それぞれに異なる概念である。華僑とは中国国籍を持ったまま海外に住んでいる者であり、華人とは他国に帰化した者を指す。また、ハングリー精神を持つ華僑は、商売経営に成功した者が多く、第二次世界大戦までその経済基盤からの本国への送金によって、中華民国の国際収支の重要な要素となっている。その華僑・華人の子孫は「華裔」と呼ばれる。

## コミュニティの形成と現地社会への進出
華僑はマイノリティながら、同郷者で形成されるコミュニティーと、これをもとにした同業者の集団ができあがり、現地の経済・政治に大きな影響力を持つことが多い。同業者の集団ができあがるのは、先行して商売を始めた経営者が、同郷の人を雇い、やがては独立して同業を行うことが繰り返されやすいことによる。経済的に実力をつけると政治面でも力をもつようになり、政治面での例としてタイの王室・タクシン元首相及びその妹のインラック元首相、リー・クアンユー元シンガポール首相、コラソン・アキノ元フィリピン大統領、ミャンマーのネ・ウィン元首相、テイン・セイン元大統領は華僑の血を引いている。
華僑は容易に相手を信頼しないかわり、一旦信頼したらとことん信頼するといわれ、それが彼らの団結力の背景にもなっている。彼らは友人を大切にする。

## 言語
広義的に、数千年の歴史と文字がある中国語は公式言語だが、日本と同じく地域によってそれぞれの方言が存在している。例えば、
| 広東人        | 広東省広州周辺出身で広東語を話す                                     |
| 福建人/閩南人 | 福建省南部の泉州、廈門、漳州周辺や台湾出身で福建語（閩南語）を話す   |
| 潮州人        | 潮州や汕頭周辺の出身で潮州語を話す                                   |
| 客家人        | 広東省東部の梅州、陸豊、海豊、福建省西部周辺や台湾出身で客家語を話す |
| 海南人        | 現海南省出身                                                         |
| 台山人/四邑人 | 台山や江門出身で台山語を話す                                         |
| 福州人        | 福州、福清周辺出身で福州語を話す                                     |
| 興化人        | 莆田周辺出身で興化語を話す                                           |
| 寧波人        | 浙江省寧波周辺出身で寧波語を話す                                     |
| 温州人        | 温州周辺出身で温州語を話す                                           |

などが別々に同郷人のコミュニティーを形成してきた。出身地の方言の他、海外居住地域の言語を用いるのが普通であるが、近年には北京語や英語も広く用いられるようになっている。

## 日本の華僑

### 歴史
華僑の概念をひろくとれば、歴史的に多くの華僑が日本にもわたってきている。元寇で捕虜となったが、日本側から許された南宋人らは博多の唐人町などに居住した。また、明・清における海禁のもとで密貿易を行い財をなした後期倭寇の中国人も華僑の多くと同様に浙江・福建・広東出身者が多く（後期倭寇は華僑の走りとも解釈できる）、中には王直のように日本に渡ってくるものもいた。
江戸時代の鎖国政策により、長崎には中国人住居地区である唐人屋敷が作られた。1635年、江戸幕府は中国商船の入港を長崎一港に制限する措置を取ったが、中国人は長崎市内雑居を許されていた。しかし、密貿易が増加したため、長崎奉行所では中国人の居住地区も制限することになり、1688年長崎郊外にある十善寺郷に幕府が所有する御薬園の土地で唐人屋敷の建設に着手し、翌年完成した。広さは約9,400坪に及び、2,000人程度の収容能力をもった。周囲は塀と堀で囲まれ、大門の脇には番所が設けられ、出入りが監視されたが、出島のオランダ人が厳重に監視されたのに比べ、中国人は比較的自由に出入りが許された。
以下の関連記事も参照。
- 居留地と華僑
- 函館中華会館(1910年に建設)

第二次世界大戦直前の時期においても日本には相当数の華僑が在住していた。1941年（昭和16年）5月19日に長崎市で開催された全日本華僑総会常年大会では「在日華僑十万」という表現が用いられていた。

### 現在

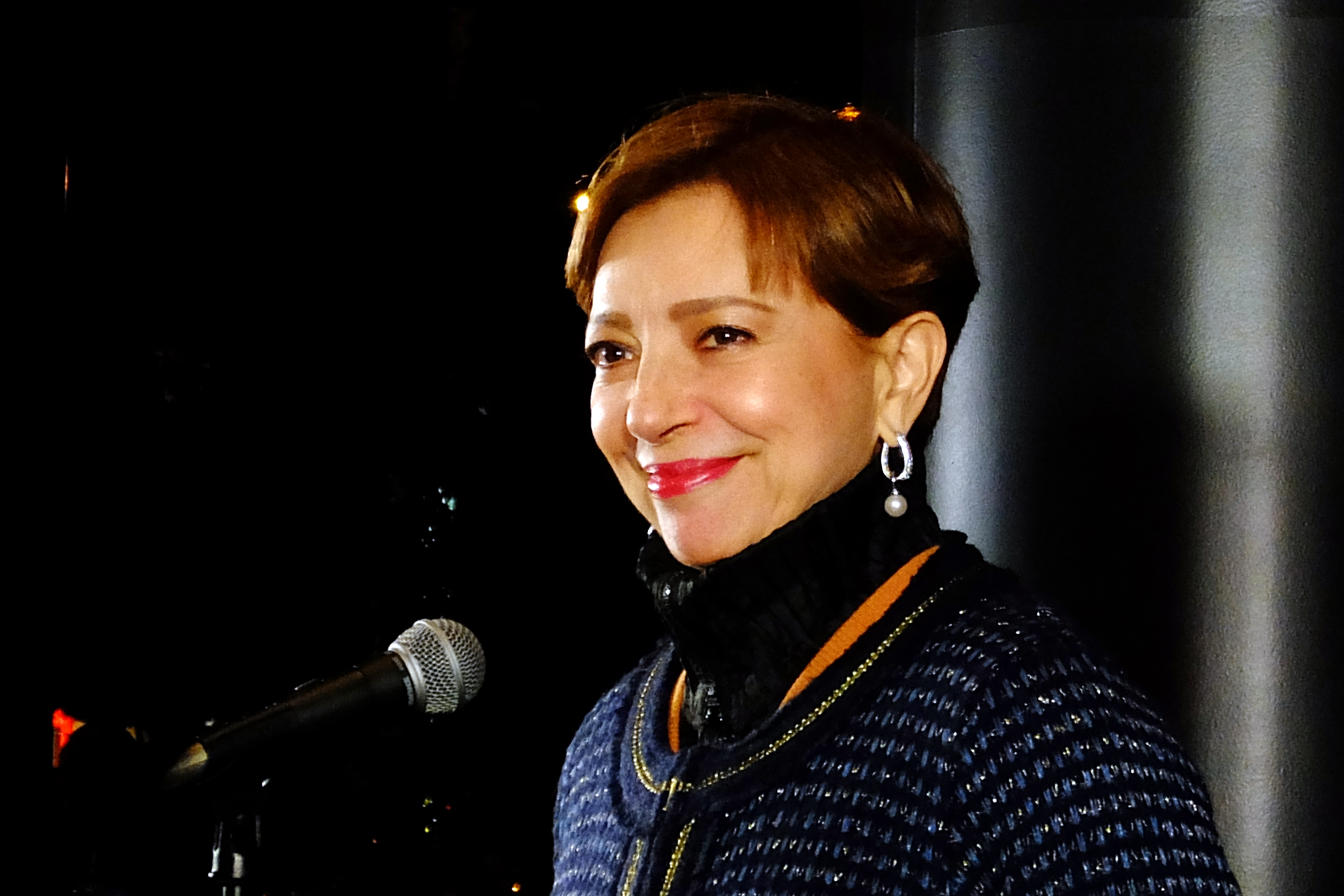
女優鳳蘭

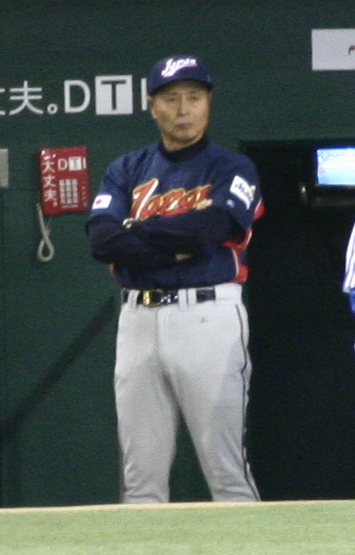
王貞治

現在、日本においても多くの華僑が存在し、主に経済や文化芸能の方面で活躍が見られる。女優の鳳蘭、野球の王貞治、経済評論家の邱永漢、インスタントラーメンの発明者である安藤百福（呉百福、戦後の一時期）、囲碁の呉清源（戦後の一時期）、小説家の陳舜臣、料理家の周富徳・富輝兄弟、歌手のジュディ・オング（翁倩玉）、アグネス・チャン（陳美齢）、画家の王少飛などが有名である。
横浜、神戸、長崎には中華街が形成されている(中華街#日本の中華街)ほか、横浜、神戸、東京、大阪などに中華学校が存在する。ほか、神戸華僑歴史博物館や横浜華僑青年会龍獅團、日本華僑華人学会などもある。
日本の外国人政策や中国の政治事情の変化から、日本に移住する中国人は、1970年代後半から急増し、20年で4倍以上に増えた。 以前から日本に長らく在住する中国人やその子孫を老華僑、改革開放以後に日本に移住した中国人を新華僑とも呼ぶ。

## 東南アジアの華僑

### 歴史
中国明代には、海禁策を発布し民衆による事実上の海上利用制限政策をとったが、大航海時代到来によりヨーロッパ諸国への植民地からのヘイトを緩和するために、華僑に特権を与えて植民地の管理をまかされ、アジア地域の変動や明代末の混乱等から、明の移民船と記録に残るほど東南アジア各地への移民が全盛を極めたとされる。
乾隆5年（1740年）10月、中華人移民に友好政策をとっていたオランダ統治下のジャワ（現インドネシア）において、明末混乱期から続々と流入し増加した華僑と現地住民及び政府との摩擦が発生、華僑による暴動が発生し、動乱鎮圧のための華僑虐殺などが発生、友好政策下のオランダ総督府との間に遺恨を残すなどの象徴的な事件があった。
明は海外の華僑暴動等を静観したが、清の時代になると「人民にして海外に在るものは、盗に通じ敵に通じる罪、斬首に処す」と通商上の理由から海外華僑にも厳重に刑し、事実上の移民抑圧政策に移行、それによって渡航する華僑の数が減少した。
政情が不安定になった20世紀初頭の清末には海外に逃れる中華人も増加、フランス領インドシナを中心に主に英領インド及び英領マレイ、フィリピンなどの主に植民地地域において農業、漁業、貿易、建築等に従事した。中でもフランス領インドシナにおける華僑は、国民党を支持し、政治的影響力もあるほどになったとされている。
移民先では同郷意識が堅固で一定の地域に集団で居住する場合が多く、福建省から移住した中華人はベトナムの西貢やチョロン地区で農産物加工工場などの経営、広東出身の中華人は同地域で米、材木、石炭、ジャンク製造、獣骨、雌黄など主に農産物の輸出に従事するなど、商業においても出身地域による相互協力を構築していった。

### 現在

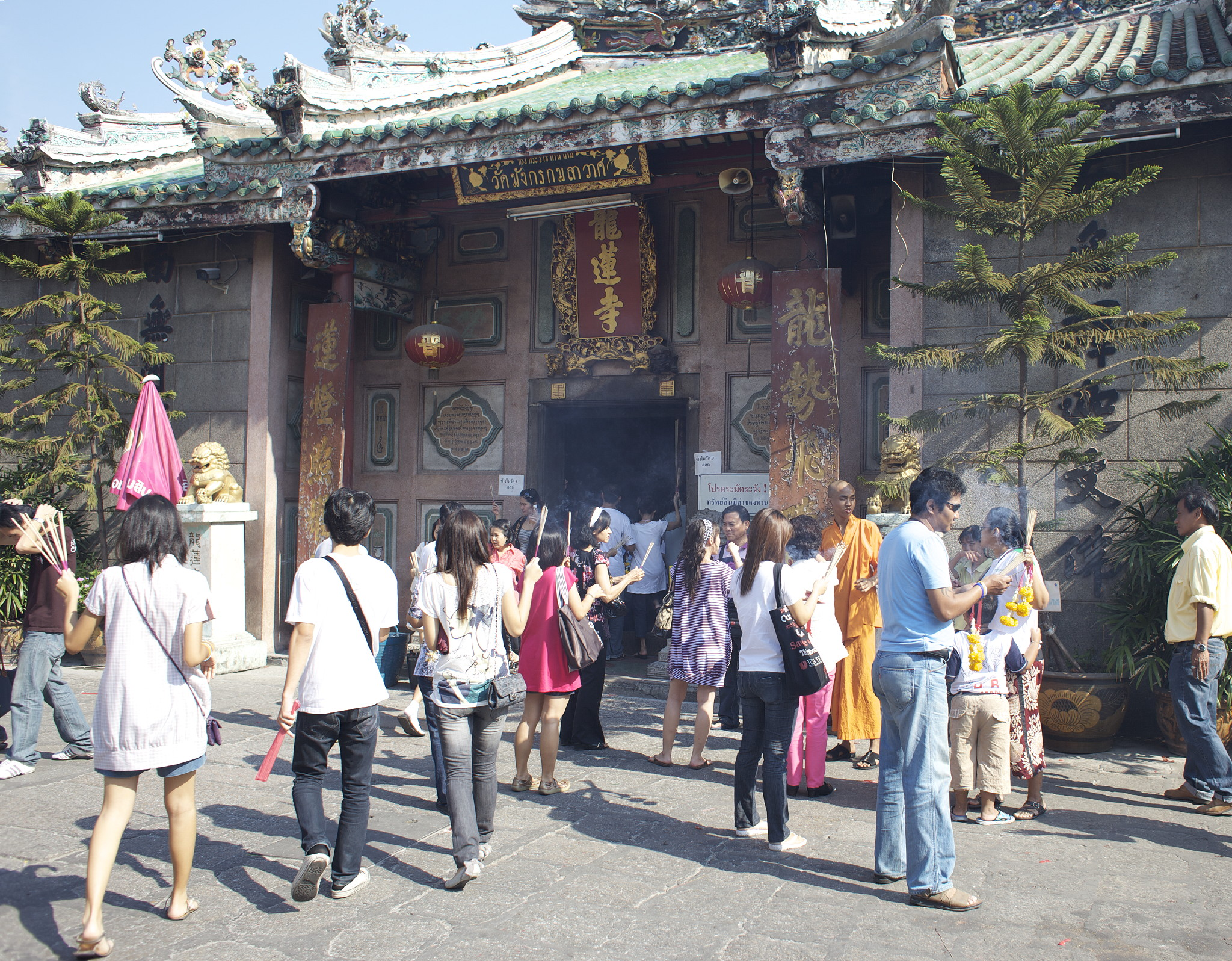
中国式の寺院、龍蓮寺
（タイ・バンコク）

東南アジアにおいても、歴史的経緯から日本の中華街と同様に華僑は華南地方出身が多いとされる。もともとは、海南島（現海南省）を含む広東省や福建省の出身者が多いが、最近は上海や北京周辺や、中華民国(台湾)の出身者も増加している。
全般的に東南アジアの華僑人口は増加しているが、ベトナムとインドネシアの二国は戦乱や現地民との軋轢により、華僑が一時に比べ減少している。インドネシアでは1965年の9月30日事件で、特にベトナムからは1975年の中越戦争以降、110万人もの華僑がベトナム国外に脱出した。
マレーシアには華僑系住民が多数いるが、第二次世界大戦に於いて日本軍に虐殺された住民も多く、今現在でも問題になっている。
タイにも華僑は存在している。